# Manuel Braga da Cruz
Manuel António Garcia Braga da Cruz GCIH • GCIP (Braga, Tadim, 7 de Setembro de 1946) é um professor universitário português.

## Biografia
Filho de Guilherme Braga da Cruz (Braga, 11 de Junho de 1916 – Porto, 11 de Março de 1977), de ascendência Britânica e Italiana, sobrinho-neto por via matrilineal do 1.º Visconde de Leite Perry, e de sua mulher Ofélia de Azevedo Garcia (17 de Novembro de 1911 – ?) e irmão de Luís Braga da Cruz. É primo em segundo grau de José Miguel Júdice.
Licenciado em Filosofia pela Faculdade de Filosofia da Universidade Católica Portuguesa, em 1968, e em Sociologia pela Faculdade de Ciências Sociais da Universidade Gregoriana de Roma, em 1974.
Doutorado em Sociologia Política pelo ISCTE - Instituto Universitário de Lisboa, em 1987.
Agregado em Sociologia Política pelo ISCTE-IUL, em 1992.
Aprovado em provas públicas para Investigador Coordenador do Instituto de Ciências Sociais da Universidade de Lisboa, em 1994.
Professor Ordinário Convidado na Faculdade de Ciências Humanas da Universidade Católica Portuguesa, desde 1992. Director do Departamento de Ciências da Comunicação da Faculdade de Ciências Humanas (1994–1997), Director Adjunto e Coordenador da área de Ciências da Comunicação desta Faculdade, desde 1999.
Membro da Direcção do Instituto de Estudos Políticos (desde 1997) e professor do Mestrado de Teoria e Ciência Política (desde 1997).
Director do Instituto Integrado de Apoio à Investigação Científica da Universidade Católica Portuguesa (1993–2000). Nomeado Reitor da Universidade Católica Portuguesa em 19 de Setembro de 2000, tendo sido investido no cargo em 12 de Outubro. Reconduzido por um ulterior mandato em 17 de Agosto de 2004, tomou posse em de Outubro do mesmo ano. Sócio correspondente da Academia Portuguesa de História (desde 1991). Membro da Sociedade Científica da Universidade Católica Portuguesa (desde 1994) e membro da sua Direcção (1998–2001). Presidente da Associação Portuguesa de Ciência Política (1998–2001). Membro da Academia das Ciências de Lisboa.
Membro da Comissão Nacional Justiça e Paz (entre 1993 e 2002).
Presidente do Conselho de Avaliação do Ensino Universitário Privado e membro do Conselho Nacional de Avaliação do Ensino Superior (1999–2000).
Membro do Conselho Consultivo do Ensino Superior (desde 2003).
Desempenhou as funções de Reitor da Universidade Católica Portuguesa entre 2000 e 2012.
A 9 de Junho de 2014, foi agraciado com o grau de Grã-Cruz da Ordem do Infante D. Henrique.
Foi feito Membro do Conselho das Ordens Nacionais a 9 de Junho de 2016.
Desde 2022, é sócio efetivo da Classe de Letras da Academia das Ciências de Lisboa (7.ª Secção - Ciências Sociais e Políticas).
A 11 de abril de 2023, foi agraciado com o grau de Grã-Cruz da Ordem da Instrução Pública.

## Obra

### Livros
- «"História da Universidade Católica Portuguesa"» / coord. [de], 2018. Universidade Católica Editora
- «"O sistema político português"», 2017. Fundação Francisco Manuel dos Santos
- «"Política Comparada"», 2015. Cruz Editores
- «"A Batalha de Castelo Rodrigo"», 2014. Cruz Editores
- «Católicos, a Sociedade e o Estado», 2013. Universidade Católica Editora
- «Raizes do Presente - Estudos de História Contemporânea», 2013. Aletheia Editores
- «Marcelo Caetano. Tempos de transição» (org. Rui Ramos), 2012. Lisboa, Leya
- «Os Dias da Universidade e outras intervenções», 2012. Universidade Católica Editora
- «Em memória de Francisco José de Sousa Gomes», 2011. Editora Paulus
- «UCP–40 anos ao Serviço da Igreja e de Portugal», 2009. Universidade Católica Editora
- «José Maria Braga da Cruz. O combate de uma vida (1888–1979)», 2004. Gráfica de Coimbra
- «A Igreja e a Cultura Contemporânea em Portugal», (coord. Natália Correia Guedes) 2000. Universidade Católica Editora
- «Transições históricas e reformas políticas em Portugal», 1999. Bizâncio Editora
- «O Estado Novo e a Igreja Católica», 1998. Bizâncio Editora, Lisboa
- «O Tratado de Alcanices e a importância histórica das terras de Riba-Coa. Actas», do congresso histórico Luso Espanhol, 1998. Universidade Católica Editora
- «Sistema Eleitoral Português. Debate Político e Parlamentar», 1998. Presidência do Conselho de Ministros, Imprensa Nacional – Casa da Moeda
- «Sistemas Eleitorais – O Debate Científico», 1998. ICS, Lisboa
- «Instituições Políticas e Processos Sociais», 1995. Editora Bertrand
- «O Desenvolvimento do Ensino Superior em Portugal. A PGA e os Estudantes Ingressados no Ensino Superior», (coord. com Eduarda Cruzeiro). Ministério da Educação, Departamento de Programação e Gestão Financeira, Lisboa, 1995. Ministério da Educação, Departamento de Programação e Gestão Financeira, Lisboa
- «O Desenvolvimento do Ensino Superior em Portugal. Situação e Problemas de Acesso», (coord. com Eduarda Cruzeiro), 1995. Ministério da Educação, Departamento de Programação e Gestão Financeira, Lisboa.
- «Teorias Sociológicas. I vol. Os Fundadores e os Clássicos (Antologia de Textos)», 1989. Fundação Calouste Gulbenkian
- «A situação dos professores em Portugal, Relatório da comissão ministerial para o estudo da situação dos professores do ensino superior em Portugal», 1988. Separata da Análise Social, XXIV
- «O Partido e o Estado no Salazarismo», 1988. Lisboa, Editorial Presença
- «Monárquicos e Republicanos no Estado Novo», 1986. Lisboa, D. Quixote
- «Os Jovens e a Política. Políticas de Juventude e Juventudes Políticas», 1986. Lisboa, Cadernos ICS
- «Criminalidade e Delinquência Juvenil em Portugal», 1983. Lisboa, Cadernos ICS
- «As Origens da Democracia Cristã e o Salazarismo», 1980. Lisboa, Presença Editora

### Capítulos de Livro
- "A insustentabilidade da solidariedade estatal e a reemergencia da solidariedade social", in Diafanias do Mundo. Homenagem a Mário Lages, pp. 325–332. Universidade Católica Editora
- "A Primeira reacção monárquica contra a Republica", in Carlos Gaspar, Fátima Patriarca, Luis Salgado Matos (org), Estado, Regimes e Revoluções, pp. 521–564. 2012. Lisboa, Imprensa de Ciências Sociais
- "Secularização e condições de religiosidade no mundo moderno", in M.J. Mendes Dias e Paulo Mendes Pinto (coord.) Frei Bento Domingues e o incomodo da coerência, pp. 394–404. 2012. Lisboa, Paulinas.
- "A identidade Nacional em tempos de globalização", in Liberdade e Compromisso. Estudos dedicados ao prof. Mário Pinto, Vol. I, pp. 111–124, 2008. Universidade Católica Editora
- “A nova Concordata entre a Santa Sé e o Estado português”, Annualia. Temas. Factos. Figuras, pp.139–144. 2005. Verbo Editora
- “O Papa da viragem do século e da história”, in António Marujo (coord.), Um Papa entre dois séculos. Olhares sobre 26 anos de pontificado de João Paulo II, pp.57–65. 2004. Bertrand Editora
- “Pedro Teotónio Pereira, embaixador português em Espanha durante as guerras”, in Estudos em Homenagem a Luís António de Oliveira Ramos, pp.429–440. 2004. Porto, Faculdade de Letras
- “Prefácio” in Correspondência de Santos Costa, 1936–1982, pp.11–21. 2004. Verbo Editora
- “Um Projecto de Partido Católico em 1945. A União dos Democratas Cristãos”, Habent Sua Fata Libelli, Colectânea de Estudos em Homenagem ao Académico de Número Doutor Fernando Guedes no seu 75.º Aniversário, pp.155–170. 2004. Academia Portuguesa da História
- “Entre Nacionalismo e Democracia Cristã”, in AA.VV., Revistas. Ideias e Doutrinas. Leituras do Pensamento Contemporâneo, pp.43–60. 2003. Lisboa,Livros Horizonte.
- "Um século Vertiginoso” (Coord.), in Roberto Carneiro e Teodoro de Matos (Coords), Memória de Portugal. O Milénio Português, pp. 480–529. 2001. Lisboa, Círculo de Leitores
- “Prefácio” a Pierre Blet S.J., Pio XII e a Segunda Guerra Mundial. Que dizem os Arquivos do Vaticano. 2001. S.João do Estoril, Principia Editora
- "Discurso do novo Reitor”, in Cerimónia de Investidura do Reitor. Discursos, pp. 3–10. 2000. Universidade Católica Portuguesa

### Artigos
- "Um retrato de Portugal", Brotéria, 5/6, pp. 423–432, 2013. Brotéria
- O Estado na Doutrina Social da Igreja", n. 50, pp. 20–29, 2013. Nova Cidadania
- “O Padroado Português no Oriente” in Didaskalia XXXIII (2003) pp. 239–255. 2003. Didaskalia XXXIII, pp. 239–255.
- “Participacion y Ciudadanía en tiempos de Globalización” in Anuario Filosófico, 75–76, vol. XXXVI, 1–2, pp.39–52. 2003. Universidad de Navarra
- “Um século de história”. 2003. Estudos, Revista do CADC, Nova Série, n.º1, Coimbra, pp.13–16.
- “A actualidade da Democracia-Cristã”. 2000. Estudos, revista do CADC, Nova Série, n.º 2, Coimbra, pp.7–8

### Vida pessoal
Casou em Santarém a 25 de Julho de 1981 com Maria do Rosário da Costa Gonçalves Pombo (9 de Setembro de 1952), de quem tem dois filhos.